# 清镇市
清镇市是中华人民共和国贵州省贵阳市下属的一个县级市。面积1492平方公里，2002年人口50万。邮政编码551400。清镇市距省城贵阳22公里，市政府驻青龙山街道。

## 历史沿革
- 明初属贵州宣慰司辖地。
- 清康熙二十六年（1687年），清政府清镇县，隶安顺府。
- 中华民国成立后，沿清制，清镇仍归安顺府管辖。
- 1953年，贵阳专区机关迁到贵定县，改称贵定专区，清镇即属贵定专区。
- 1956年，贵定专区撤销，清镇划归安顺专区。
- 1958年，清镇划归贵阳市辖。1963年，清镇划归安顺专区。
- 1992年，清镇撤县设市。经国务院批准，自1996年元月起，清镇市划归贵阳市辖。

## 地理
清镇市与黔西县、贵阳市、修文县、织金县、平坝县接壤。其地处苗岭山脉北坡，乌江干流鸭池河东岸，属北亚热带季风湿润气候区。

## 行政区划
清镇市下辖3个街道办事处、6个镇、3个民族乡：
青龙山街道、巢凤街道、滨湖街道、红枫湖镇、站街镇、卫城镇、新店镇、暗流镇、犁倭镇、麦格苗族布依族乡、王庄布依族苗族乡和流长苗族乡。

## 经济
全市地方生产总值36.07亿元(2003年)，全市财政总收入1.44亿元；农民人均纯收入2027元。清镇市被列为省建20经济强县（市）之一，经济总量排名前10位。 

## 人口
2003年年末总人口为50.3万人，其中，非农业人口114,462人。境内居住有苗族、布依族、彝族、仡佬族、土家族、侗族等30个少数民族，人口12万人，占总人数的23.72%。

## 自然资源
清镇矿产种类多、储量大、品位高，已探明的主要矿藏有铝土矿、赤铁矿、硫铁矿、煤、大理石等30多种，其中铝土矿是贵州铝厂主要的矿源基地之一；猫场矿区面积约80平方公里，远景储量2.1亿吨，是目前全国已知铝土矿中最大的连片矿区。

## 交通

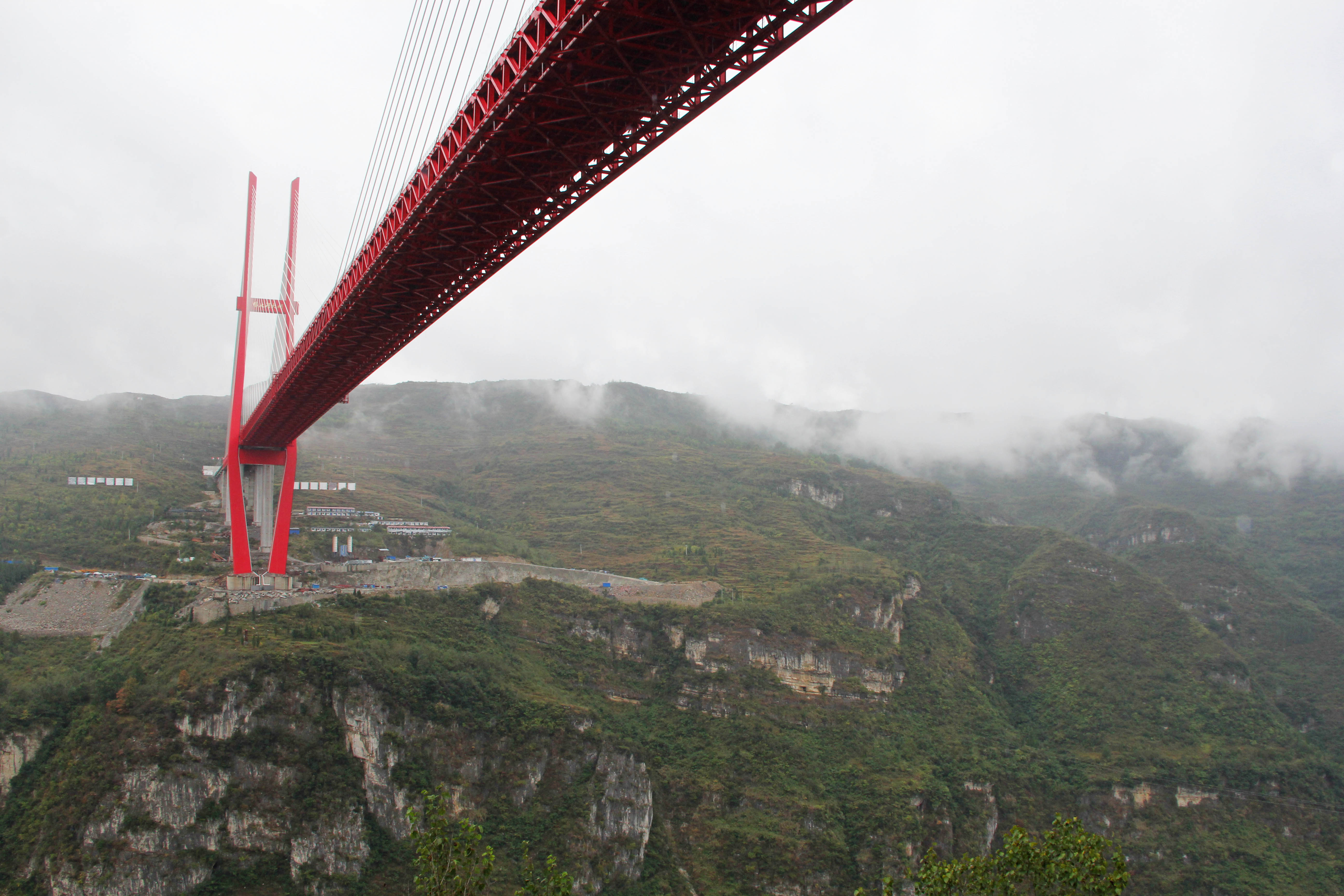
鸭池河大桥

清镇紧邻贵阳，交通比较发达，公路有 清镇高速公路(清镇至镇宁)、贵黄高等级公路、 320国道、站织公路、湖林铁路支线，距4D级贵阳龙洞堡国际机场仅30公里。

## 旅游
- 红枫湖为国家重点风景名胜区，国家4A级景区。
- 百花湖
- 东风湖

## 名人
- 郭冠英--中華民國行政院新聞局前官員，現台灣省政黨顧問，以「范蘭欽事件」聞名台灣。